# Список эпизодов телесериала «Жизнь на Марсе»
Ниже приведён список эпизодов американского телесериала «Жизнь на Марсе», премьера которого состоялась 9 октября 2008 года на телеканале ABC. На Первом канале и на канале ABC серии выходили в эфир в разной последовательности. Первый канал придерживался той последовательности, в которой были сняты эпизоды (продакшн-кода).
| Сезон | Сезон | Число эпизодов | Премьера США/Россия         |
| ----- | ----- | -------------- | --------------------------- |
|       | 1     | 17             | 9 октября 2008/28 июля 2009 |

| 1 сезон     | 1 сезон | 1 сезон              | 1 сезон |
| Номер серии | Дата показа в США | Дата показа в России | Название |
| ----------- | --- | -------------------- | --- |
| Номер серии | Описание серии |                      | |
| 1           | 9 октября 2008 | 28 июля 2009         | «Out Here in the Fields» (рус. «Здесь в полях»)                                                                         |
| 1           | Нью-йоркский детектив Сэм Тайлер охотится за маньяком Колином Реймсом в 2008 году. Очередной жертвой преступника становится коллега и возлюбленная Сэма — Майа Дэниелс, и он готов на всё ради её спасения. Неожиданно Тайлера сбивает автомобиль. Очнувшись, он понимает, что оказался в 1973 году. Здесь он тоже работает в 125-м полицейском участке и расследует дело о серийном убийце. Самое удивительное, что почерк преступника очень похож на методы Реймса...             |                      | |
| 2           | 16 октября 2008 | 29 июля 2009         | «The Real Adventures of the Unreal Sam Tyler » (рус. «Реальные приключения нереального Сэма Тайлера»)                   |
| 2           | Сэм всё ещё не может прийти в себя после случившегося и сильно скучает по Майе. Он занимается поиском грабителей обменных пунктов, за охрану которых отвечает его полицейский участок. Тайлер считает, что кто-то из его коллег ведёт двойную игру и имеет отношение к кражам... |                      | |
| 3           | 23 октября 2008 | 30 июля 2009         | «My Maharishi Is Bigger Than Your Maharishi» (рус. «Мой гуру больше твоего»)                                            |
| 3           | Полицейские с 125-го участка выезжают на место преступления: убит ветеран войны во Вьетнаме Роберт Ривс. Занимаясь расследованием, Сэм сталкивается с противоречивыми взглядами коллег на это дело. И вдруг, совершенно неожиданно, Тайлер видит на улице себя в шестилетнем возрасте... |                      | |
| 4           | 30 октября 2008 | 3 августа 2009       | «Have You Seen Your Mother, Baby, Standing in the Shadows?» (рус. «Малыш, ты видел как твоя мама стояла в тени?»)       |
| 4           | На улице Сэм встречается лицом к лицу со своей матерью Роуз, но она не узнаёт в нём своего сына. Вскоре Тайлеру становится известно, что у Роуз большие неприятности: острая нехватка денег вынудила её взять в долг у местного гангстера Кассо, и теперь она в полной зависимости от бандита. |                      | |
| 5           | 6 ноября 2008 | 4 августа 2009       | «Things to Do in New York When You Think You're Dead» (рус. «Что можно делать в Нью-Йорке, если считаешь себя мёртвым») |
| 5           | Лейтенант Хант, Сэм и Рэй приезжают на место преступления: 9-летнюю афроамериканскую девочку сбросили с крыши многоэтажного дома. В ужасном убийстве подозревают пуэрториканца по прозвищу Ангел. Сэм и его напарники должны найти его раньше, чем это сделает Негритянская Армия Освобождения и свершит своё собственное правосудие. |                      | |
| 6           | 13 ноября 2008 | 5 августа 2009       | «Tuesday's Dead» (рус. «Смерть во вторник»)                                                                             |
| 6           | Ранним утром Сэма будит звонок матери из 2008 года: она сообщает ему, что в 2 часа дня доктора отключат его от аппарата жизнеобеспечения. Затем в полицейский участок поступает сигнал: какой-то сумасшедший взял в заложники пациентов и врачей клиники и грозит ровно в 2 часа начать убивать людей, если его требования не будут выполнены. Сэм решает во что бы то ни стало остановить преступника и выяснить, как это может быть связано с таинственным звонком из будущего... |                      | |
| 7           | 20 ноября 2008 | 6 августа 2009       | «The Man Who Sold the World» (рус. «Человек, продавший мир»)                                                            |
| 7           | Неизвестные похищают ребёнка из богатой семьи и требуют за него большой выкуп. Сэм подозревает, что к преступлению может быть причастен его собственный отец, Вик Тайлер, пропавший в 1973 году. Сэм намерен разобраться в случившемся... |                      | |
| 8           | 28 января 2009 | 13 августа 2009      | «Take a Look at the Lawmen» (рус. «Поглядите-ка на законника»)                                                          |
| 8           | Давняя конкуренция между 125-м и 144-м участками разгорается с новой силой, после того как руководители обоих подразделений одновременно прибывают на место преступления. Ограблен банк, и к делу может быть причастна русская мафия. Теперь Хант, Сэм, Рэй и Крис вынуждены вести наблюдение не только за подозреваемыми, но и за своими соперниками из конкурирующего отделения.                                                                                                  |                      | |
| 9           | 4 февраля 2009 | 10 августа 2009      | «The Dark Side of the Mook» (рус. «Тёмная сторона Мука»)                                                                |
| 9           | 125-й полицейский участок занимается расследованием таинственного дела: в отдел была доставлена подарочная коробка с отрубленной головой. Поиски улик выводят детективов на младшего брата Рэя — Эдди Карлинга... |                      | |
| 10          | 11 февраля 2009 | 17 августа 2009      | «Let All the Children Boogie» (рус. «Буги-вуги для всех детей»)                                                         |
| 10          | Ежедневные письма с угрозами вынуждают рок-звезду Себастьяна Грейса обратиться за помощью в полицию. Дело принимает совершенно неожиданный оборот, когда Себастьян и его подруга становятся очевидцами НЛО, и девушка бесследно исчезает. У Сэма появляется надежда что он сможет, наконец, найти путь домой... |                      | |
| 11          | 18 февраля 2009 | 18 августа 2009      | «Home Is Where You Hang Your Holster» (рус. «Дом там, где вешаешь свою кобуру»)                                         |
| 11          | Член Муниципального Совета Нью-Йорка Бобби Принц, пойманный в мотеле вместе с девушкой лёгкого поведения, по дороге в полицейский участок признается Сэму, что он из 2009 года и понятия не имеет, как оказался в 1973 году. Спустя несколько часов он погибает во время перестрелки в отделении полиции, так и не успев ничего рассказать Тайлеру. Сэм берется за расследование дела, но новые факты запутывают его ещё больше...                                                  |                      | |
| 12          | 25 февраля 2009 | 12 августа 2009      | «The Simple Secret of the Note in Us All» (рус. «Простой секрет заметок, доступный всем»)                               |
| 12          | В метро обнаружено тело скандально известного журналиста Джона Конвоя. Выясняется, что у него было много недоброжелателей, желавших его смерти. Расследование выводит детективов на владельца картинной галереи Тони Крейна, но у того имеется алиби. Сэм знает, что этот человек будет замешан в деле об убийстве, которое произойдет в 2008 году, и намерен доказать его вину. |                      | |
| 13          | 4 марта 2009 | 11 августа 2009      | «Revenge of Broken Jaw» (рус. «Месть сломанной челюсти»)                                                                |
| 13          | Студенты-радикалы из подпольного общества Уэзерменов бесчинствуют в городе. В результате устроенных ими взрывов погибает несколько полицейских — друзей лейтенанта Ханта. Сэм обеспокоен тем, что Хант может стать очередной мишенью подпольного общества и пытается остановить их... |                      | |
| 14          | 11 марта 2009 | 19 августа 2009      | «Coffee, Tea, or Annie» (рус. «Кофе, чай, или Энни»)                                                                    |
| 14          | Обнаружено тело убитой стюардессы Вэлери Палмер, как две капли воды похожей на Энни. Чтобы найти улики и раскрыть преступление, Энни отправляется домой к девушке и пытается узнать подробности её личной жизни... |                      | |
| 15          | 18 марта 2009 | 20 августа 2009      | « All the Young Dudes» (рус. «Все молодые парни»)                                                                       |
| 15          | Сэм работает под прикрытием в бандитской группировке, промышляющей кражей грузовиков. Знакомство с сестрой главаря банды, Койлин МакМанус, воскрешает в его памяти воспоминания из детства. Кроме того, Тайлер надеется завоевать доверие девушки, чтобы получать информацию о её брате. |                      | |
| 16          | 25 марта 2009 | 24 августа 2009      | «Everyone Knows It's Windy» (рус. «Все знают, что это Винди»)                                                           |
| 16          | Главаря бандитской группировки Джимми МакМануса находят мёртвым. Все улики свидетельствуют против Сэма. Пытаясь разобраться в случившемся, Тайлер начинает сомневаться в своей невиновности... |                      | |
| 17          | 1 апреля 2009 | 25 августа 2009      | «Life Is a Rock» (рус. «Жизнь — это Скала»)                                                                             |
| 17          | У Сэма в офисе раздается телефонный звонок и незнакомец сообщает ему, что Тайлер сможет вернуться в 2008 год, если выполнит три задания. Однако события, происходящие в 125-м участке, ставят Тайлера перед нелёгким выбором... |                      | |